# RDP África
RDP África ist ein Hörfunksender in Portugal und den afrikanischen Staaten mit Amtssprache Portugiesisch (PALOP). Es ist das Radioprogramm der öffentlich-rechtlichen portugiesischen Rundfunkgesellschaft Rádio e Televisão de Portugal (RTP) für das portugiesischsprachige Afrika und für die afrikanischstämmigen und Afrika-interessierten Menschen in Portugal.

## Programm
Das Programm besteht aus Musik, Nachrichten, Interviews, Reportagen und Diskussionen, mit einem Schwerpunkt auf afrikanischer Musik, insbesondere portugiesischer Sprache. Auch die Sportberichterstattung ist von einiger Bedeutung und wurde von Sportjournalist João Diogo (1955–2024) maßgeblich geprägt.
Neben den täglichen Rubriken gehören zu den wichtigsten Sendungen A Hora das Cigarras (portugiesisch für: Die Stunde der Zikade, eine wöchentliche Literatur- und Musiksendung des angolanischen Schriftstellers José Eduardo Agualusa, von Paulo Rocha gesprochen), Música Sem Espinhas (portugiesisch für: Musik ohne Gräten, eine von Dienstag bis Freitag jeden Nachmittag gesendete Musiksendung von Nuno Sardinha) und Metrópolis (eine unregelmäßig ausgestrahlte Musiksendung zu urbaner portugiesischer Musik von Rogério Silva Gomes).

## Geschichte und Bedeutung

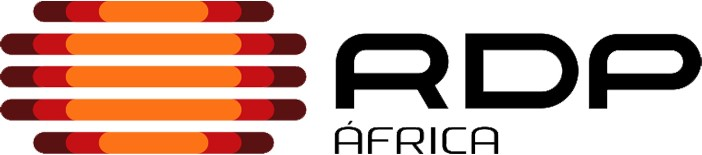
Das Logo des Senders, das von 2004 bis 2016 genutzt wurde.

1986 startete der innerhalb der RTP eigenständige Sender RDP Internacional. Er führte die früheren Auslandssendungen der seit 1935 bestehenden, bereits seit 1932 testweise gesendeten Programme der Emissora Nacional (heute Antena 1) nun als Vollprogramm fort. 1994 begann mit dem Canal África innerhalb der RDP Internacional ein erstes Programm für die afrikanischen Länder portugiesischer Sprache.
1996 erfolgte die Gründung RDP Áfricas als eigenständiger Sender innerhalb der RTP, nun mit Vollprogramm. Neben der starken Präsenz von Musik und der nicht unbedeutenden Sportberichterstattung sind auch Nachrichten, Interviews und Beiträge zu gesellschaftlichen, historischen und politischen Themen Teil der Programmgestaltung. Dabei haben auch die Aufarbeitung der portugiesischen Kolonialgeschichte oder das Ansprechen gesellschaftlicher und politischer Probleme in den verschiedenen Ländern ihren Platz.
Damit erlangte das Programm einige, wenn auch unterschiedlich starke Beachtung in den afrikanischen Zielländern. So waren etwa der zwischenzeitlich ausgesetzte Sendebetrieb in Regionen Mosambiks Thema, in Kap Verde ging ein Gesangswettbewerb Zusammenarbeiten mit dem Sender zu dessen 15. Geburtstag ein, und in São Tomé und Príncipe tragen Nachrichten über Problemlösungen aus anderen PALOP-Ländern zu neuen wirtschaftlichen Impulsen bei. Und auch in Angola, wo der Sender auf Grund massiver Hürden für Auslandsmedien noch keine eigene terrestrische Ausstrahlung vereinbaren konnte, ist RDP África journalistisch tätig und findet Beachtung.

## Regionale Frequenzen

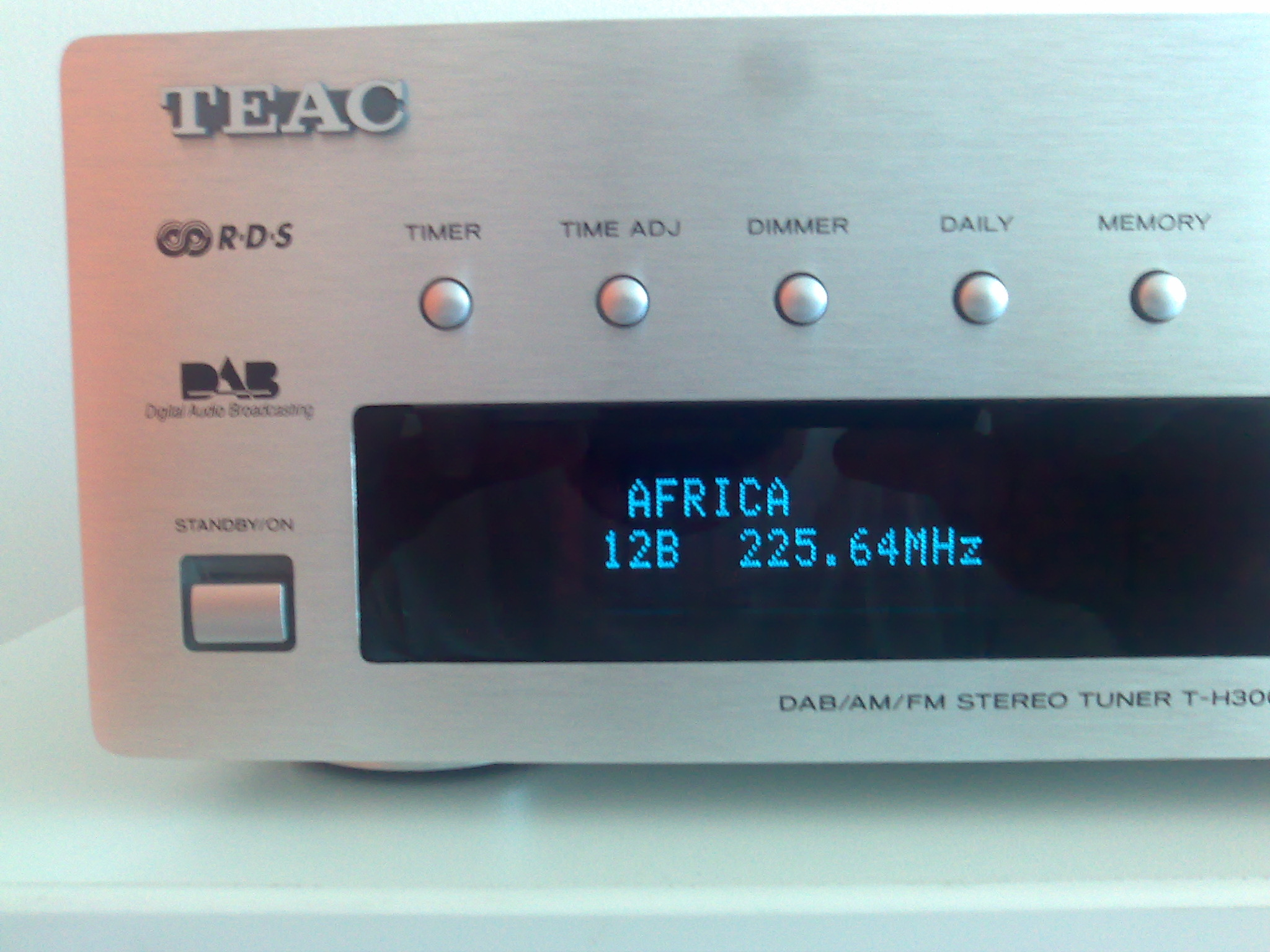
Angezeigte RDS-Information beim Empfang des Senders RDP África

RDP África ist terrestrisch in Guinea-Bissau, Kap Verde, Mosambik, Portugal und São Tomé und Príncipe zu empfangen, über Satellit auch in Angola und in anderen Ländern. Der Sender strahlt sein Programm auf folgenden terrestrischen Frequenzen aus:

### Guinea-Bissau
- Sender Nhacra, Catió und Gabú: 91,3 FM und 88,3 FM

### Kap Verde
- Insel Sal: 97,5 FM (Sender Morro Curral)
- Insel Santiago: 105,2 FM (Sender Monte Tchota) und 106,1 FM (Sender Monte Pensamento)
- Insel São Vicente: 93,9 FM (Sender Monte Verde)
- Insel Boa Vista: 95,1 FM (Sender Sal-Rei)
- Insel Santo Antão: 105,2 FM (Sender Pedra Rachada) und 95,7 FM (Sender Pinhão)
- Insel Fogo: 93,9 FM (Sender São Filipe)
- Insel São Nicolau: 95,1

### Mosambik
- Provinz Maputo: 89,2 FM
- Provinz Sofala (Sender Beira): 94,8 FM
- Provinz Nampula: 91,9 FM
- Provinz Zambezia (Sender Quelimane): 89,9 FM

### Portugal
- Porto: 91,5 FM
- Lissabon: 101,5 FM
- Coimbra: 103,4 FM
- Faro: 99,1 FM

### São Tomé und Príncipe
- Insel São Tomé: 92,8 FM (Sender S.José)
- Insel Príncipe: 101,9 FM (Sender Alto da Nazaré)